# Jacek Stwora
Jacek Stwora, właśc. Jacenty Ziemowit Stwora (ur. 24 marca 1918 w Krakowie, zm. 21 kwietnia 1994 tamże) – polski prozaik, reportażysta, autor audycji radiowych, weteran II wojny światowej.

## Życiorys
Urodził się w rodzinie Stanisława i Stefanii z Godulów. W 1936 roku zdał maturę w III Państwowym Gimnazjum im. Jana III Sobieskiego w Krakowie, następnie podjął studia na Wydziale Prawa Uniwersytetu Jagiellońskiego. Jako pisarz debiutował w 1935 roku na łamach prasy codziennej, należał do Związku Niezależnej Młodzieży Socjalistycznej. Jako recytator występował min. w Jamie Michalika oraz w Domu Katolickim.
Zmobilizowany do służby w 24 pułku ułanów, walczył w kampanii wrześniowej. Po klęsce Polski przedarł się przez Słowację, Węgry i Jugosławię do Francji, w której obronie wziął udział. Po rozformowaniu 10 Brygady Kawalerii Pancernej przedostał się do wolnej strefy, w latach 1941–1943 przebywał na terenie Hiszpanii, gdzie był więziony min. w obozie koncentracyjnym w Miranda de Ebro. Po ucieczce z obozu przedostał się na brytyjski Gibraltar skąd dopłynął do Szkocji, w której zaciągnął się do Polskich Sił Zbrojnych na Zachodzie. Przeszedł cały szlak bojowy odtworzonego 24 pułku ułanów jako dowódca plutonu czołgów. W czasie wojny publikował wspomnienia, opowiadania i wiersze w pismach „Wrócimy” i „Salamandrze. Miesięczniku 1 Dywizji Pancernej”.
Po zdemobilizowaniu w 1947 roku zdecydował się na powrót do Polski, do rodzinnego Krakowa gdzie w latach 1947–1952 pracował jako redaktor w Polskim Radiu, w 1948 zapisał się do Polskiej Partii Robotniczej. W 1952 roku został zwolniony radia i wyrzucony z partii z przyczyn politycznych, pracował jako robotnik na terenie Nowej Huty. W 1956 roku przyjęty z powrotem do Polskiego Radia, przywrócono mu także prawa członkowskie w Polskiej Zjednoczonej Partii Robotniczej. Zajmował się pisaniem słuchowisk i reportaży, publikował również w min. „Życiu Literackim” i „Polityce”. W latach 80 XX w. wielokrotnie brał udział w spotkaniach byłych żołnierzy 24 pułku ułanów w Kraśniku, podpisał także „Oświadczenie pisarzy krakowskich” solidaryzujących się ze strajkującymi.
W 1950 roku poślubił Alicję Kamińską (1922–1985), aktorkę teatrów w Warszawie, Łodzi, Sosnowcu i Krakowie, z którą miał syna Wojciecha (ur. 1951) i córkę Magdalenę (ur. 1954).
Zmarł w 1994, pochowany na cmentarzu Rakowickim w Krakowie (kwatera PAS 54-płd-po prawej Denkerów).

## Awanse
- plutonowy podchorąży – 1939
- porucznik[1]
- rotmistrz – 1947

## Twórczość literacka
- Zbój i żołnierz, czyli cnota ocalona (napisane wspólnie z Leszkiem Herdegenem)
- Dzielnica szwarckopów
- Co jest za tym murem?
- Szukam panny Emilci
- Kataryniarz i złoty tron
- Nadspodziewany początek bankietu
- Rajski plac

## Ordery i odznaczenia
- Krzyż Kawalerski Orderu Odrodzenia Polski (1967)
- Krzyż Walecznych (1940)
- Złota Odznaka „Za Pracę Społeczną dla miasta Krakowa” (1965)[4]

## Nagrody
- Nagroda Miasta Krakowa (1959)
- Nagroda prasy włoskiej w kategorii „Dokument” na Prix Italia w Turynie za reportaż Pasja, czyli misterium Męki Pańskiej w Kalwarii Zebrzydowskiej widziane (1972)
- Nagroda Ministra Kultury i Sztuki I stopnia za całokształt twórczości (1977)